# Ryan O'Nan
Ryan O'Nan (nacido el 25 de marzo de 1982) es un actor, escritor y director estadounidense, mejor conocido por su papel de King George en Queen of the South.

## Carrera
En 2009, O'Nan tuvo un papel recurrente en la serie de drama criminal The Unusuals. En 2010, protagonizó la película dramática The Dry Land. También tuvo un papel como Jared Hale en el episodio piloto de la serie de FX Justified. En 2011, escribió, dirigió y protagonizó la película de comedia The Brooklyn Brothers Beat the Best. En 2012, apareció en la película policial The Iceman y en la película de comedia Watching TV with the Red Chinese. En 2013, protagonizó dos películas de suspenso, Altered Minds y The Frozen Ground.
En 2014, interpretó el papel principal en el episodio "The Alchemist" de The Blacklist, antes de aparecer en varios episodios de Ray Donovan. En 2015, fue elegido para la película occidental Echoes of War, protagonizó la película de acción Vice, y apareció en la película de terror Anguish. En 2017, ganó notoriedad cuando interpretó a King Georgeen la segunda temporada de Queen of the South, y luego coprodujo la tercera temporada. En 2018, participó en la película de comedia de terror de Kevin Smith, KillRoy Was Here. En octubre de 2020 se unió al elenco de la película Copshop de 2021.

## Filmografía

### Películas
| Año  | Título                              | Papel             | Notas                        |
| ---- | ----------------------------------- | ----------------- | ---------------------------- |
| 2010 | The Dry Land                        | James             |                              |
| 2011 | The Brooklyn Brothers Beat the Best | Alex              | También escritor y director  |
| 2012 | The Iceman                          | Terry Franzo      | [ 4 ]                        |
| 2012 | Watching TV with the Red Chinese    | Dexter Mitchell   | [ 5 ]                        |
| 2013 | Altered Minds                       | Tommy Shellner    | [ 6 ]                        |
| 2013 | The Frozen Ground                   | Gregg Baker       | [ 7 ]                        |
| 2014 | Chu and Blossom                     | Butch Blossom     | También escritor y productor |
| 2015 | Vice                                | Officer Matthews  | [ 11 ]                       |
| 2015 | Echoes of War                       | Dillard McCluskey | [ 10 ]                       |
| 2015 | Anguish                             | Padre Meyers      | [ 12 ]                       |
| 2018 | Belong to Us                        | Travis            | [ 17 ]                       |
| 2021 | Copshop                             | Huber             | [ 15 ]                       |
| 2022 | KillRoy Was Here                    | Tom               | [ 14 ]                       |

### Televisión
| Año       | Título                       | Papel              | Notas                                                           |
| --------- | ---------------------------- | ------------------ | --------------------------------------------------------------- |
| 2009      | The Unusuals                 | Frank Lutz         | 5 episodios                                                     |
| 2010      | Law & Order: Criminal Intent | Dale Grisco        | 1 episodios                                                     |
| 2014      | The Blacklist                | The Alchemist      | Episodio: "The Alchemist"                                       |
| 2014      | Ray Donovan                  | Stan               | 6 episodios                                                     |
| 2014      | Person of Interest           | Andre Cooper       | Episodio: "Wingman"                                             |
| 2015      | Fargo                        | Ricky G            | 3 episodios                                                     |
| 2016      | The Last Tycoon              | Dex Davis          | 1 episodio                                                      |
| 2017–2021 | Queen of the South           | King George        | 21 episodios; escritor y coproductor                            |
| 2021      | Swimming With Sharks         | Detective Floriani | 3 episodios                                                     |
| 2021-2022 | Big Sky                      | Donno              | Recurente (temporadas 2-3), escritor y supervisor de producción |